# Кременецько-Почаївський державний історико-архітектурний заповідник
Кремене́цько-Поча́ївський держа́вний істо́рико-архітекту́рний запові́дник — науково-дослідний і культурно-освітній заклад в Тернопільській області.

## Історія створення
Заповідник засновано згідно з постановою Кабінету Міністрів України від 29 травня 2001 року для вивчення, охорони, реставрації та популяризації історико-архітектурної спадщини міст Кременець і Почаїв.
До 2011 підпорядковувався Міністерству регіонального розвитку і будівництва України (реорганізованому в грудні 2010 року в Міністерство регіонального розвитку, будівництва та житлово-комунального господарства України). Розпорядженням Кабінету Міністрів України від 20.10.2011 заповідник віднесений до сфери управління Міністерства культури України, є об'єктом державної власності.

## Основні відомості
На балансі заповідника перебуває 17 пам'яток 14—20 століть, розташованих у містах Кременець і Почаїв. Найцікавішими серед них є: руїни Кременецького замку 14—16 століть, Свято-Миколаївський собор (споруда колишнього Кременецького францисканського монастиря, 17—18 століття), ансамблі архітектурних споруд Кременецького Свято-Богоявленського монастиря (18—20 століття), Кременецького єзуїтського монастиря (18 століття) та Почаївської Свято-Успенської лаври (18—20 століття).
Заповідник здійснює нагляд за пам'ятками, проводить наукові дослідження, формує фондові колекції рухомих пам'яток свого регіону.
У 2025 році кременецькі прокурори скерували до суду обвинувальний акт стосовно колишнього директора заповідника, обвинуваченого в умисному незаконному руйнуванні, пошкодженні частин об'єктів культурної спадщини, вчинене щодо пам'ятки національного значення службовою особою з використанням службового становища.

## Керівництво
- Микулич Вадим Володимирович (2010—2023);
- в. о. Ільчишин Василь Васильович (від 2023)[2][3].

## Галерея

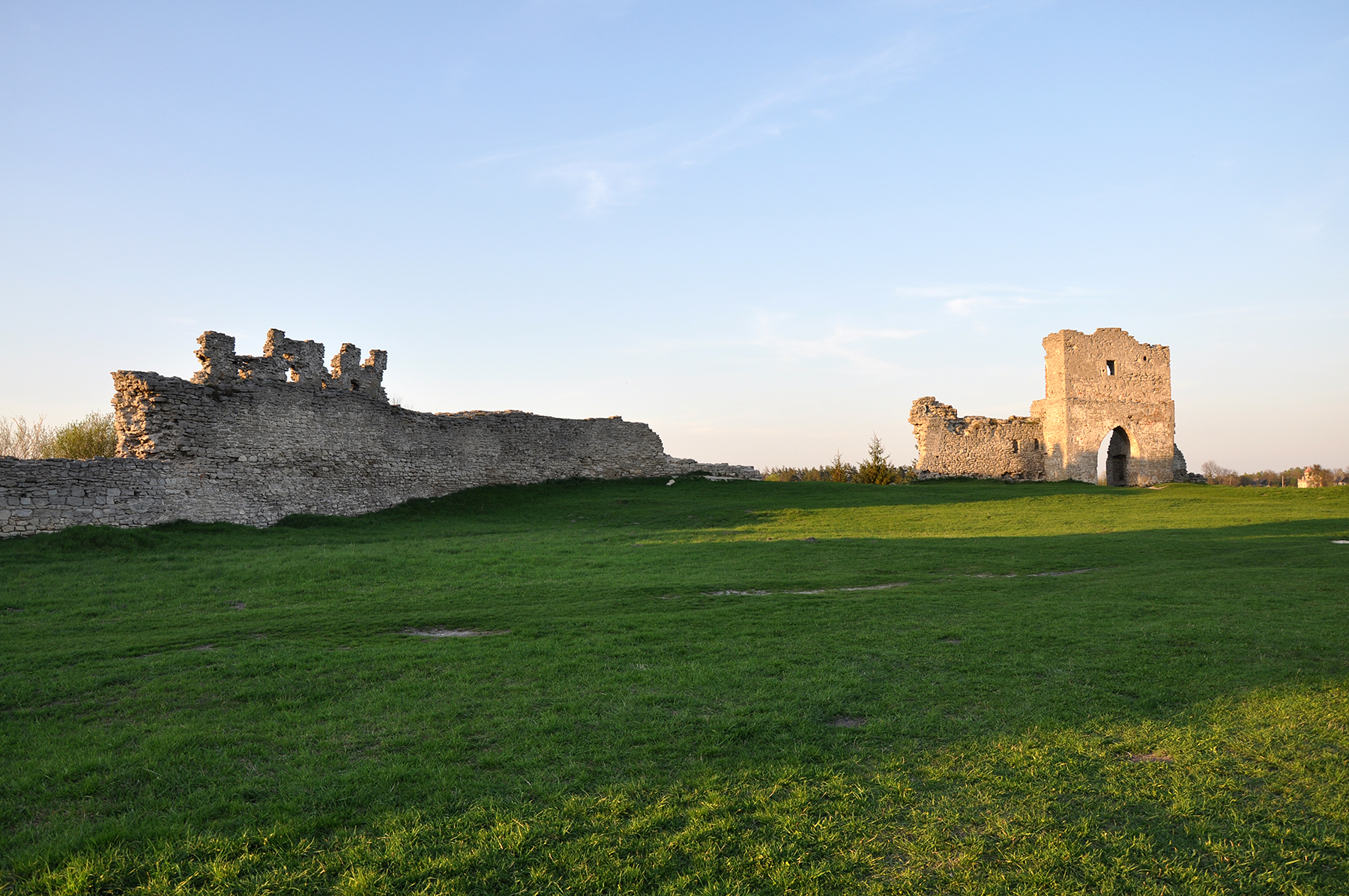
Кременецький замок
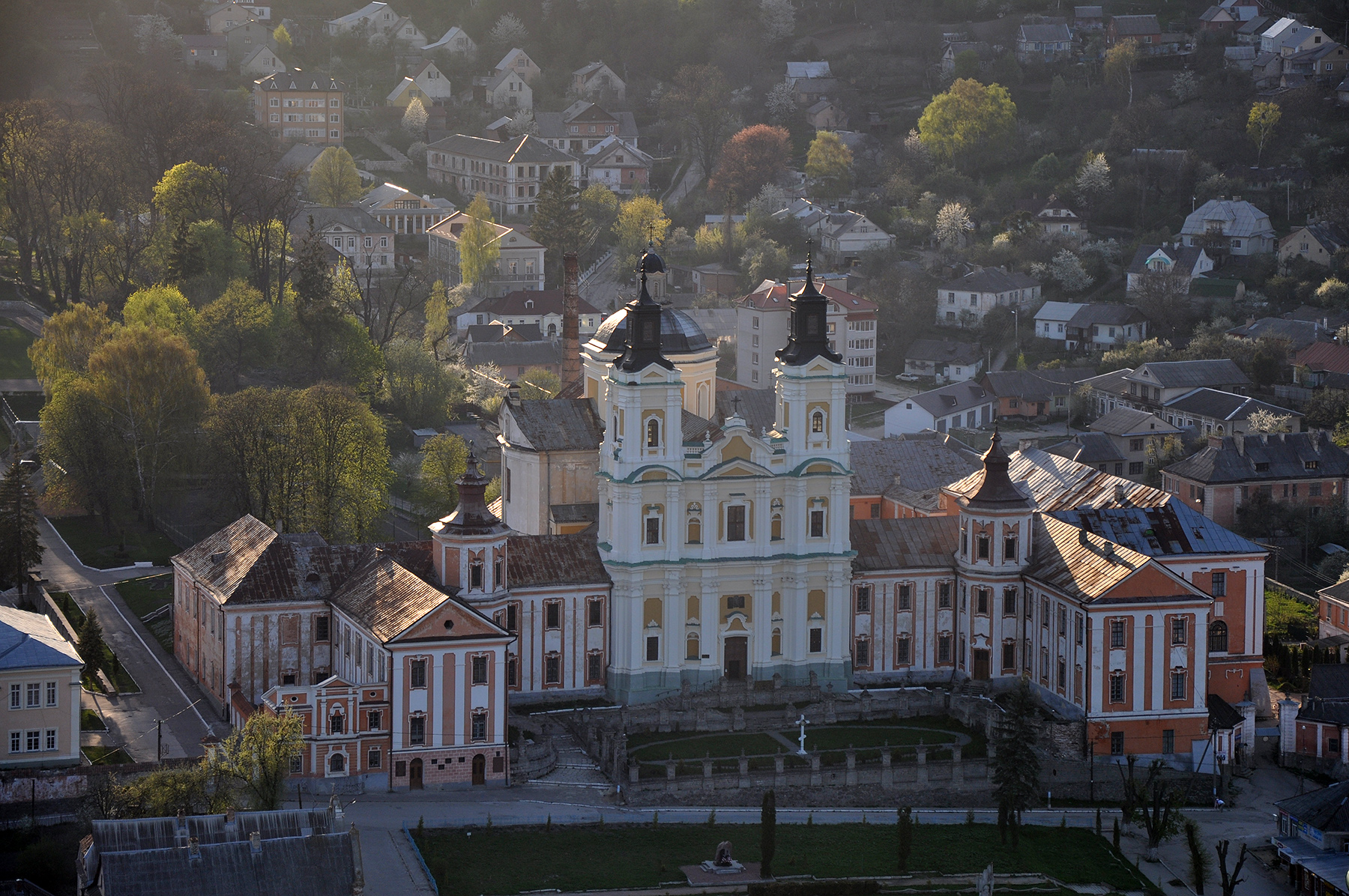
Вигляд на колегіум єзуїтів з гори Бони
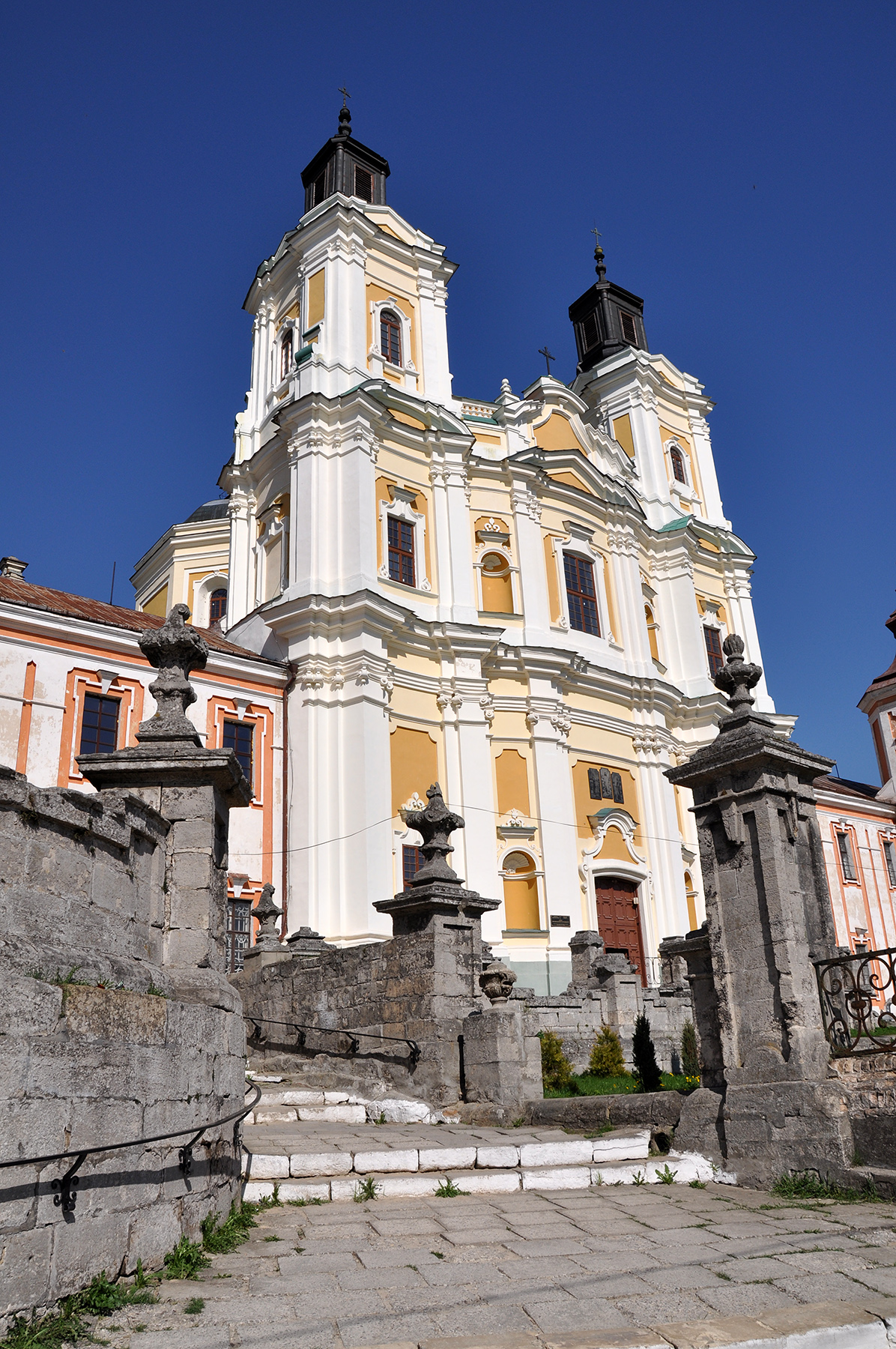
Базиліка Святих Ігнатія Лойоли і Станіслава Костки
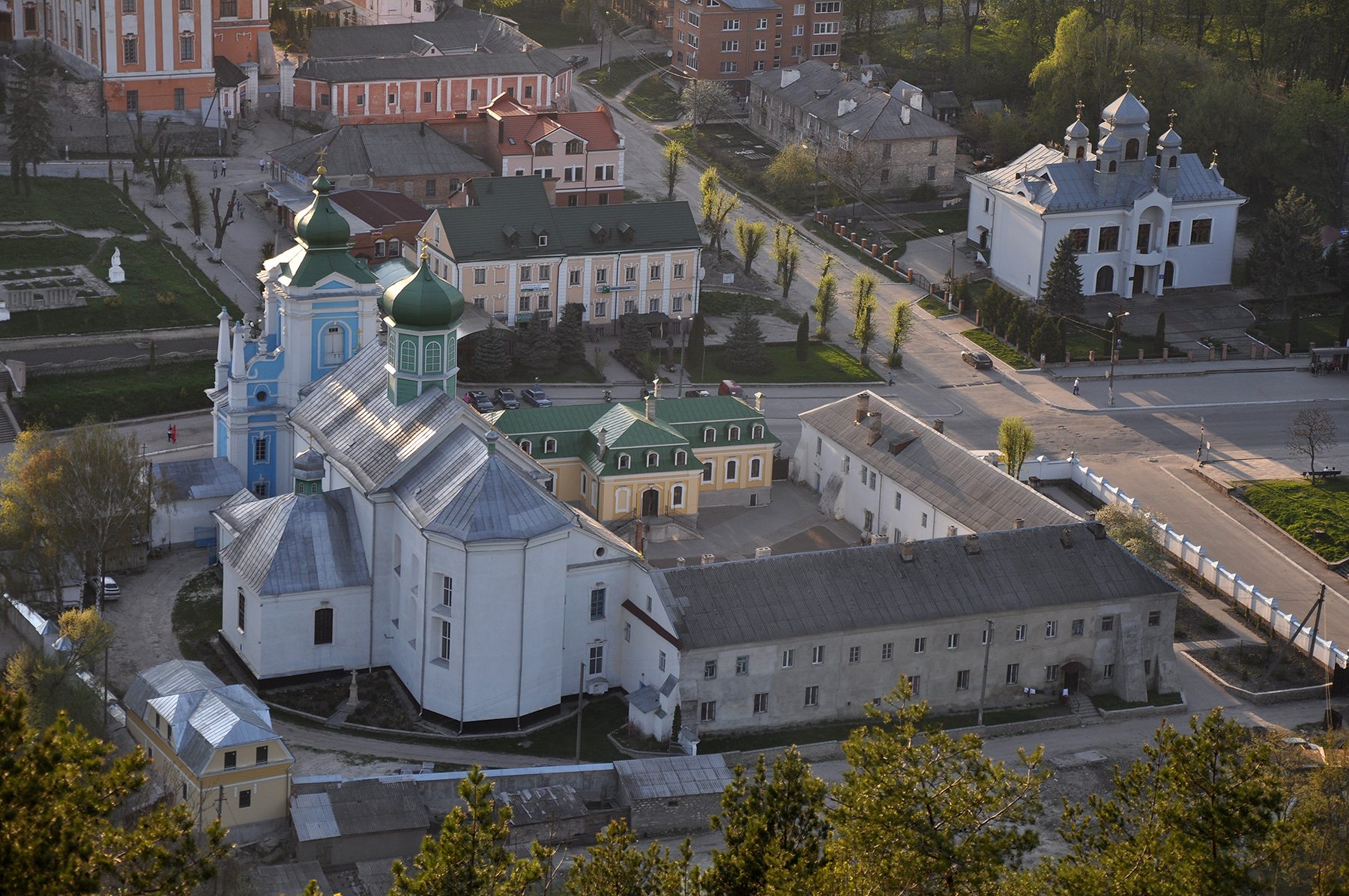
Вид на Францисканський монастир з гори Бони
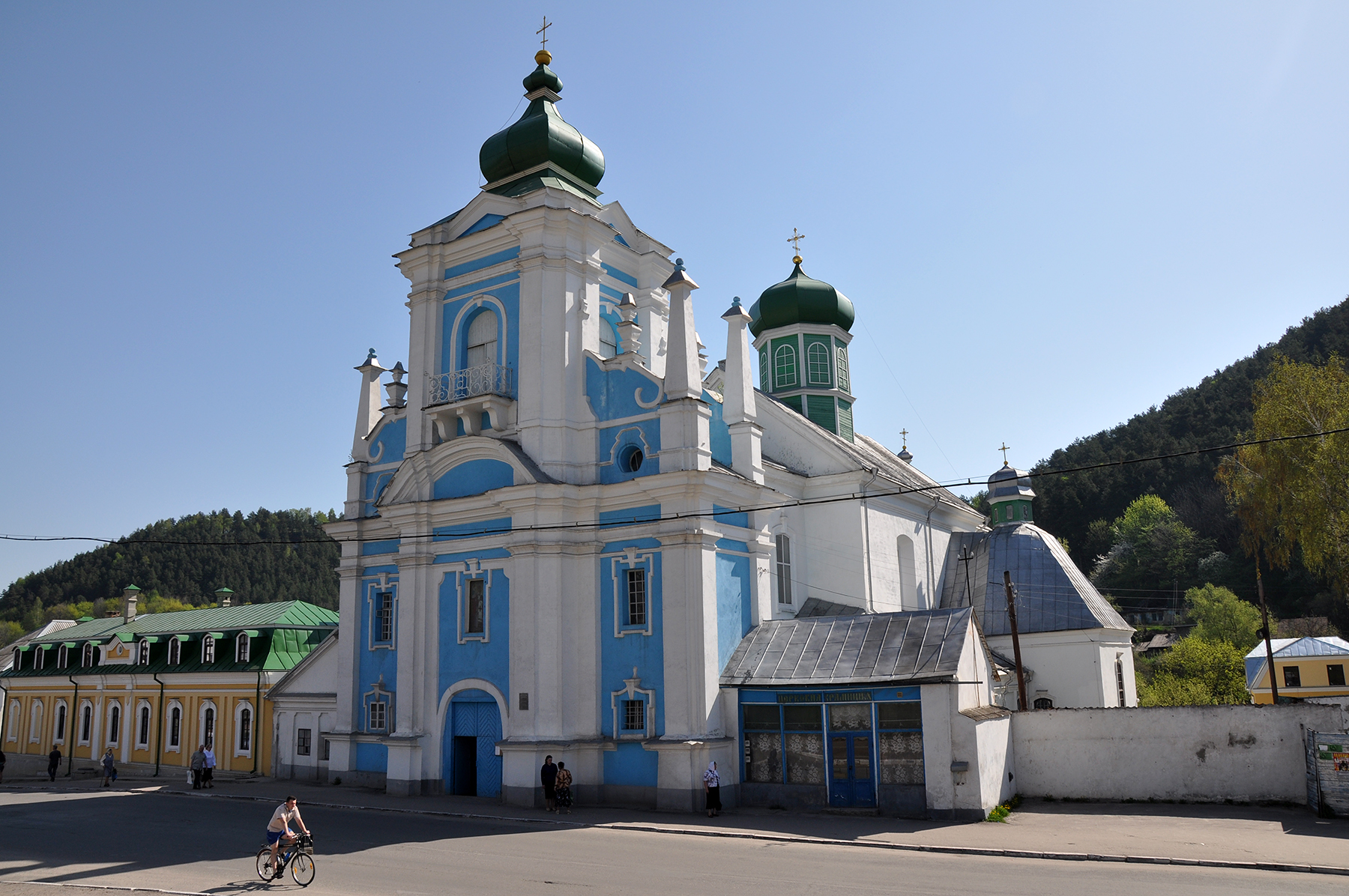
Миколаївський собор
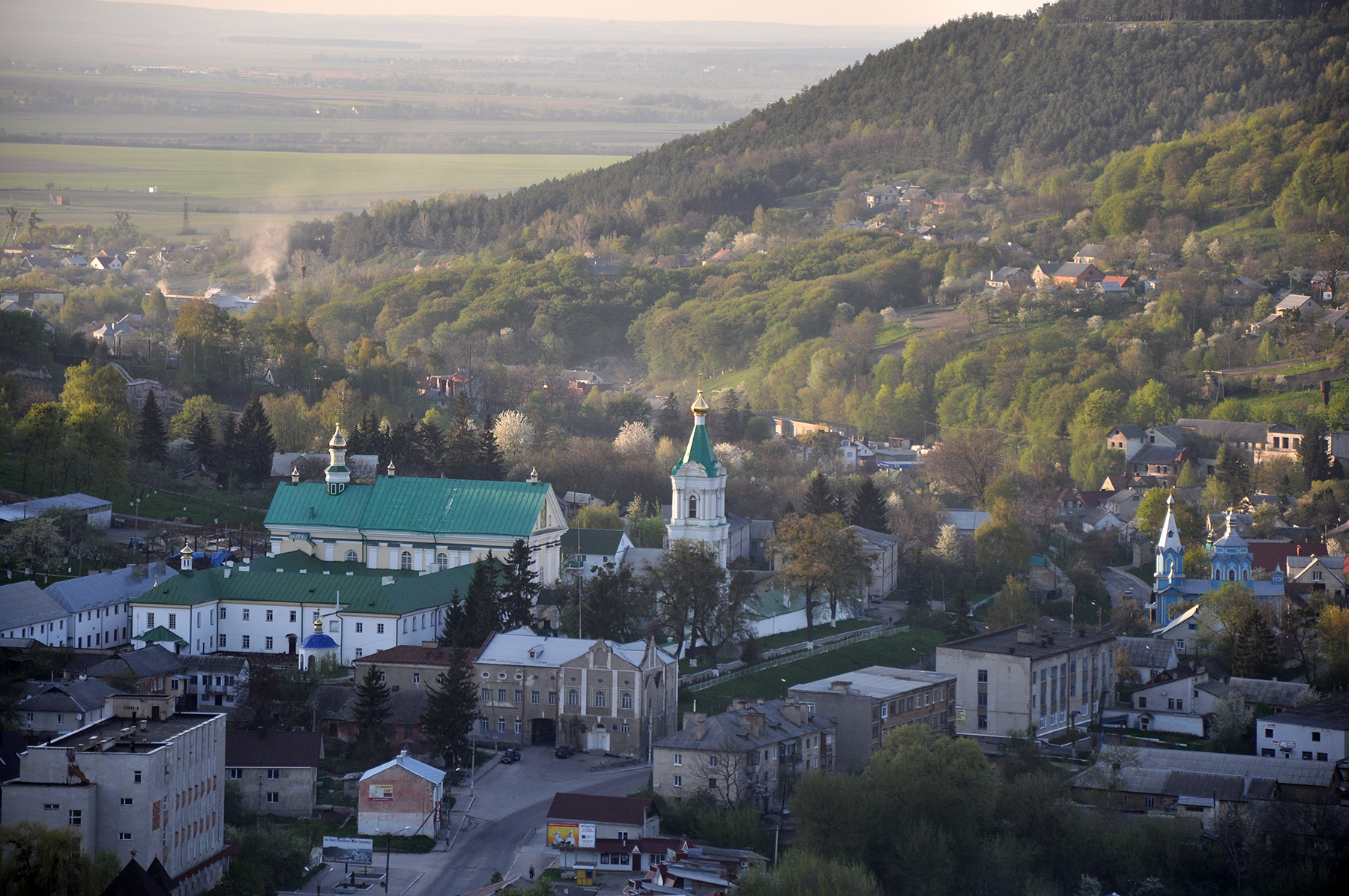
Вигляд на Богоявленський монастир із Замкової гори
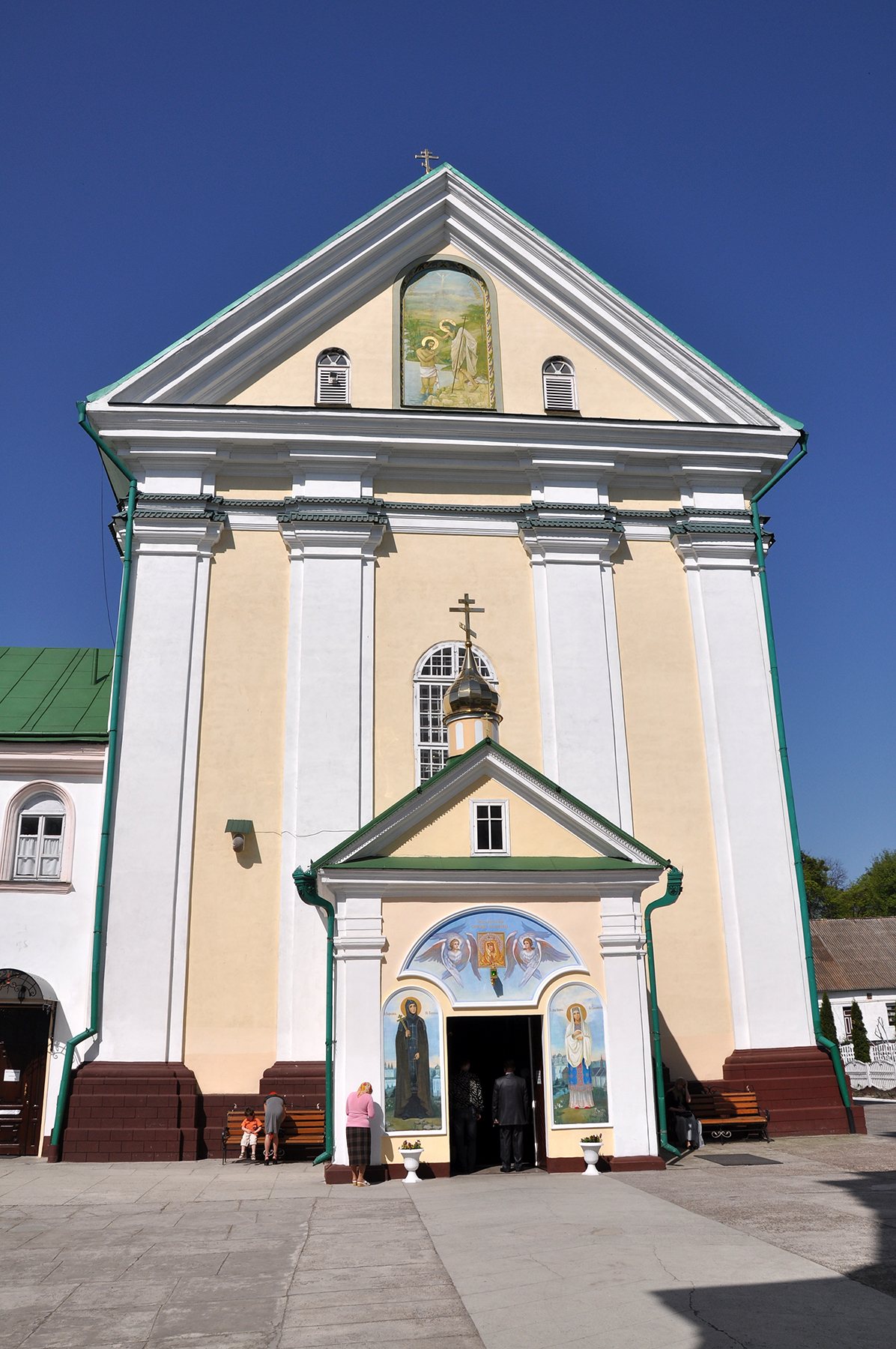
Богоявленський собор (колишній костел)
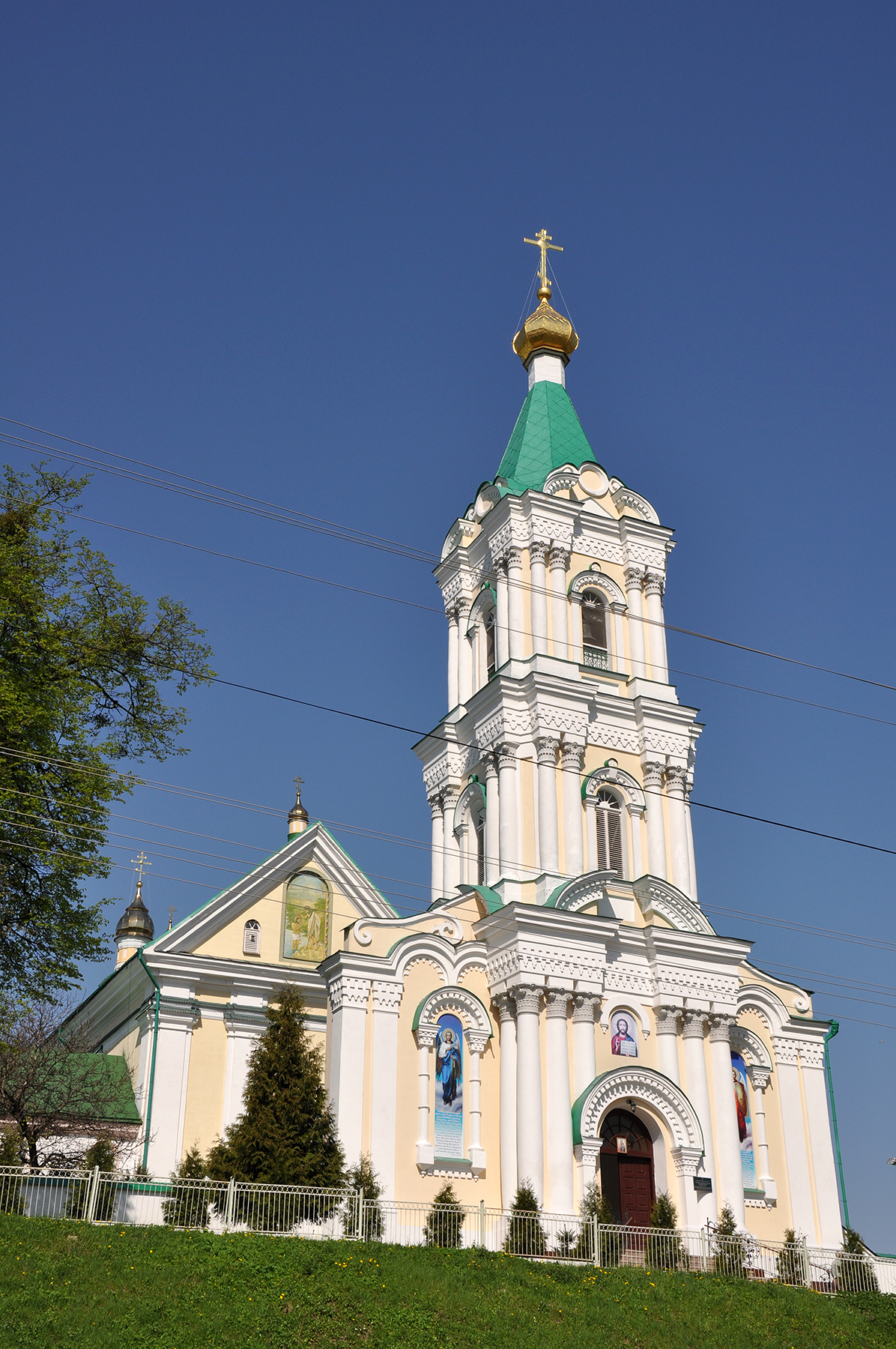
Дзвіниця Богоявленського монастиря
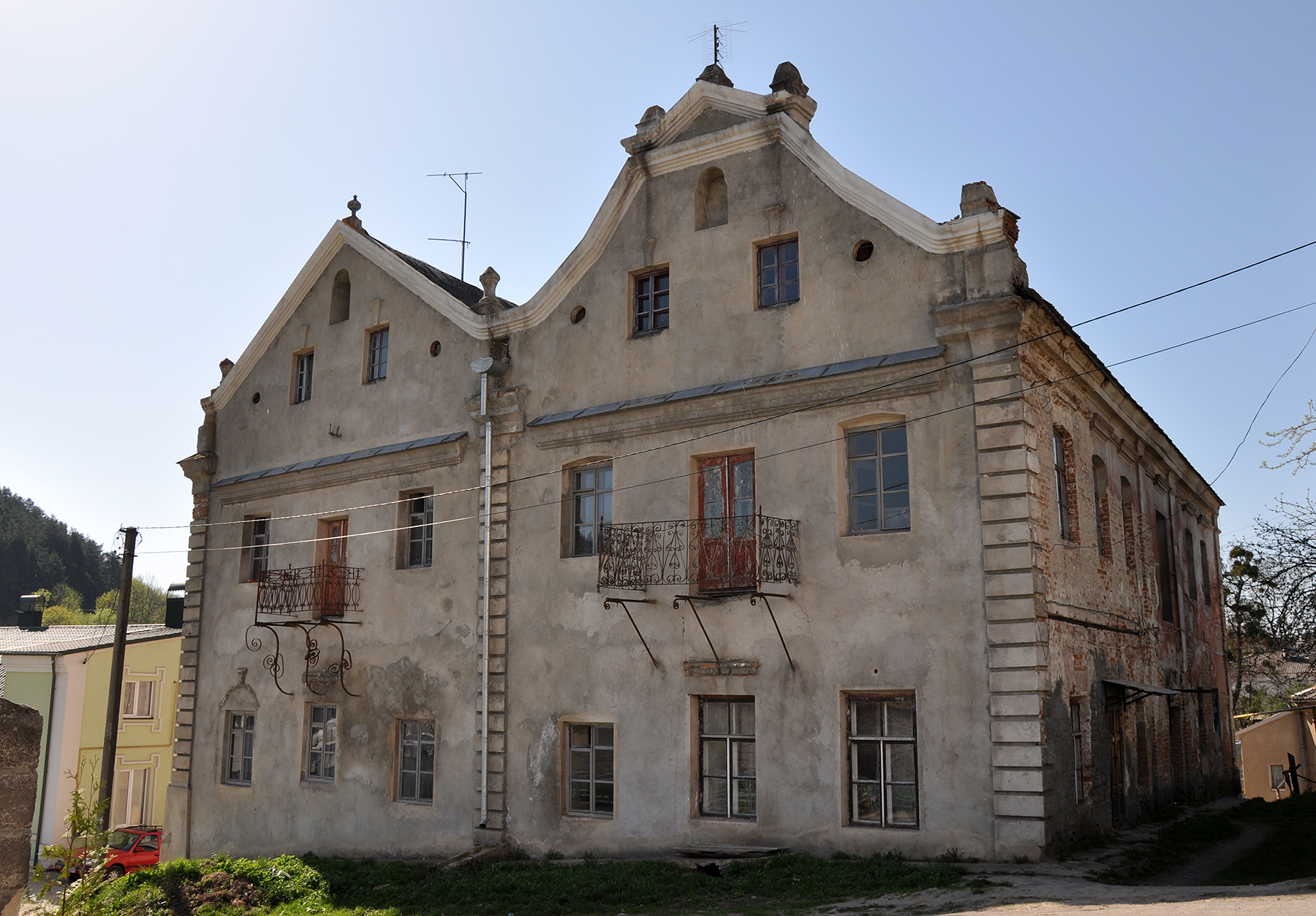
Будинки-бзизнюки
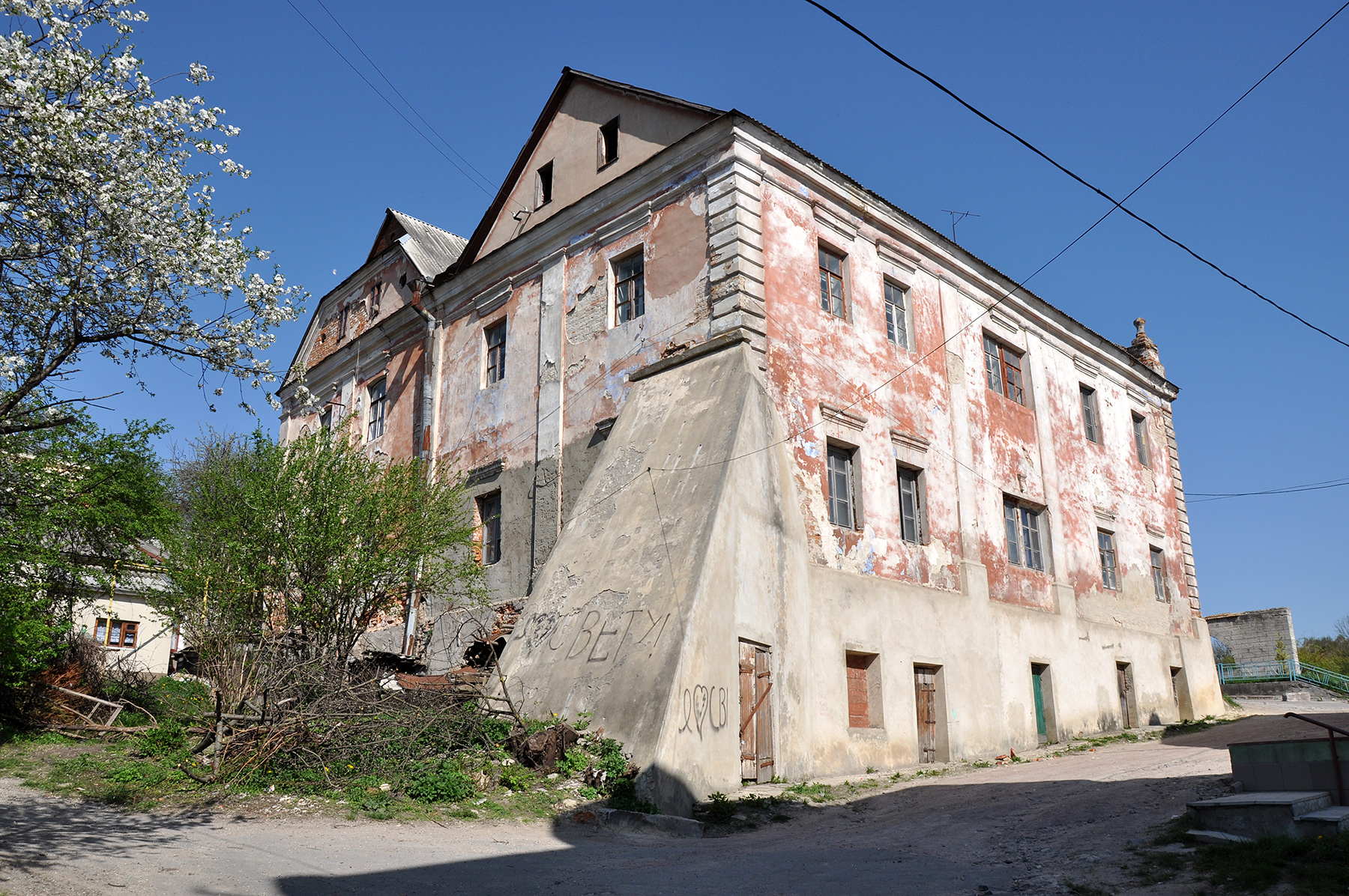
Будинки-бзизнюки
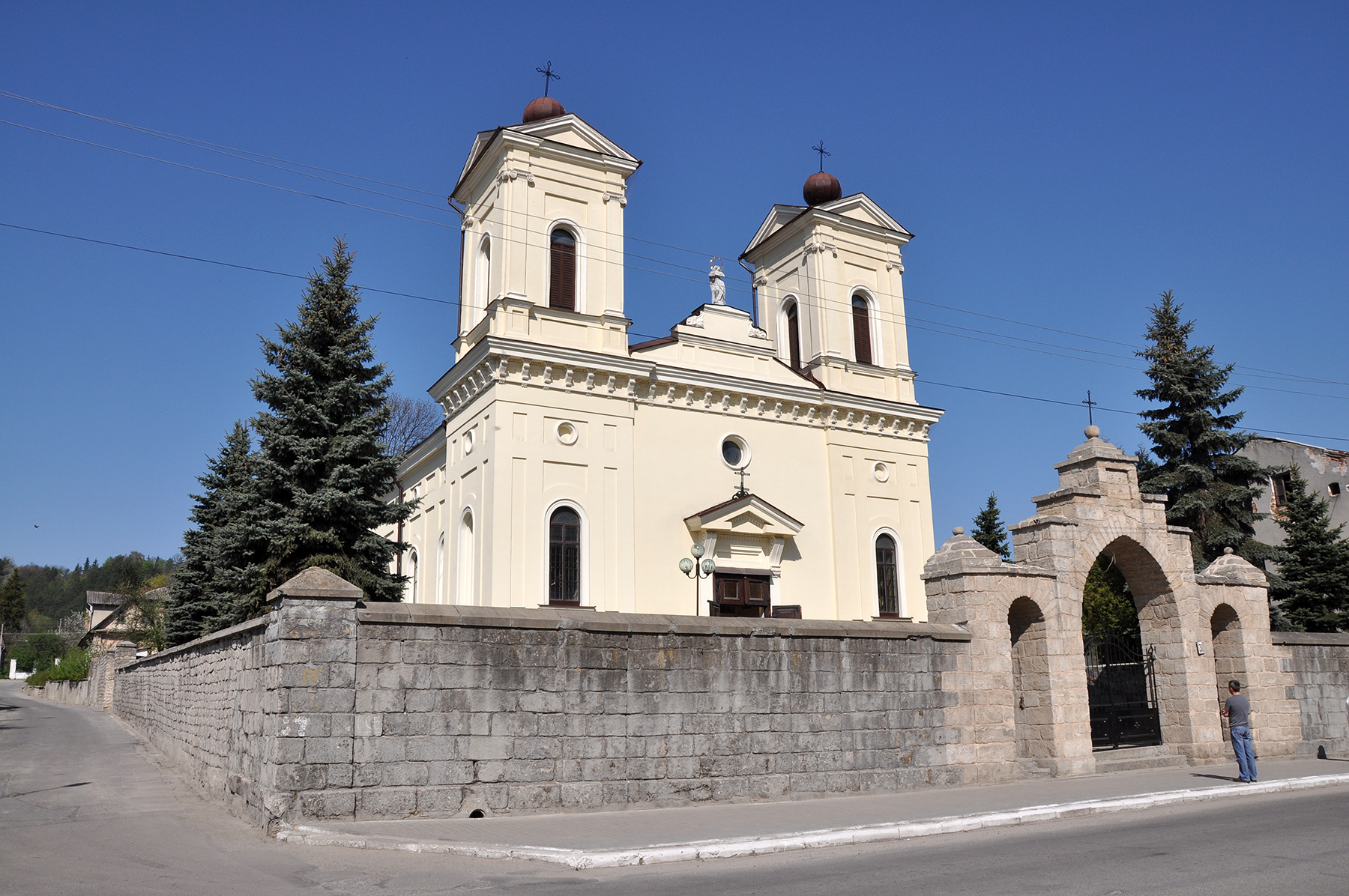
Костел святого Станіслава
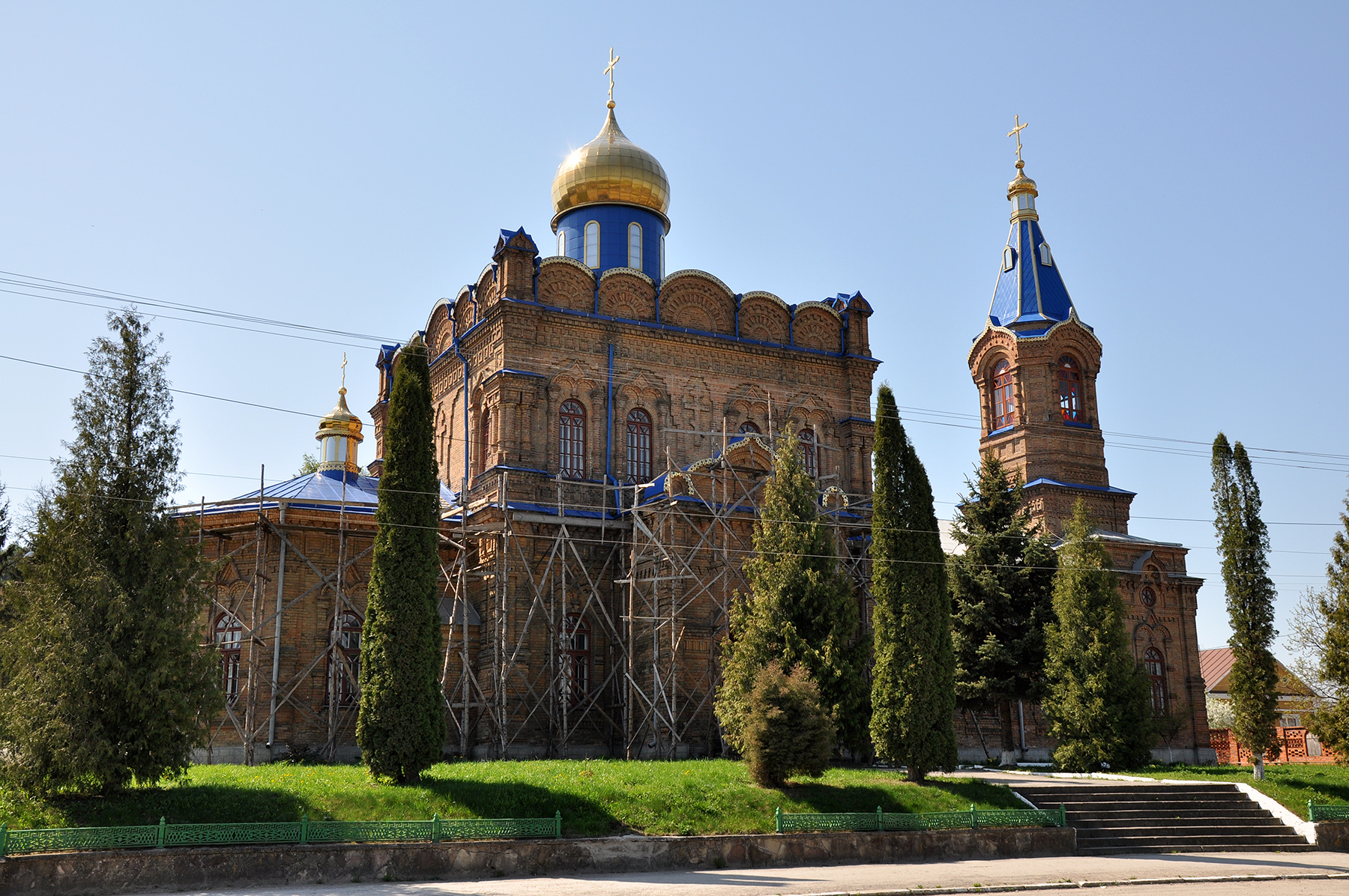
Полкова церква
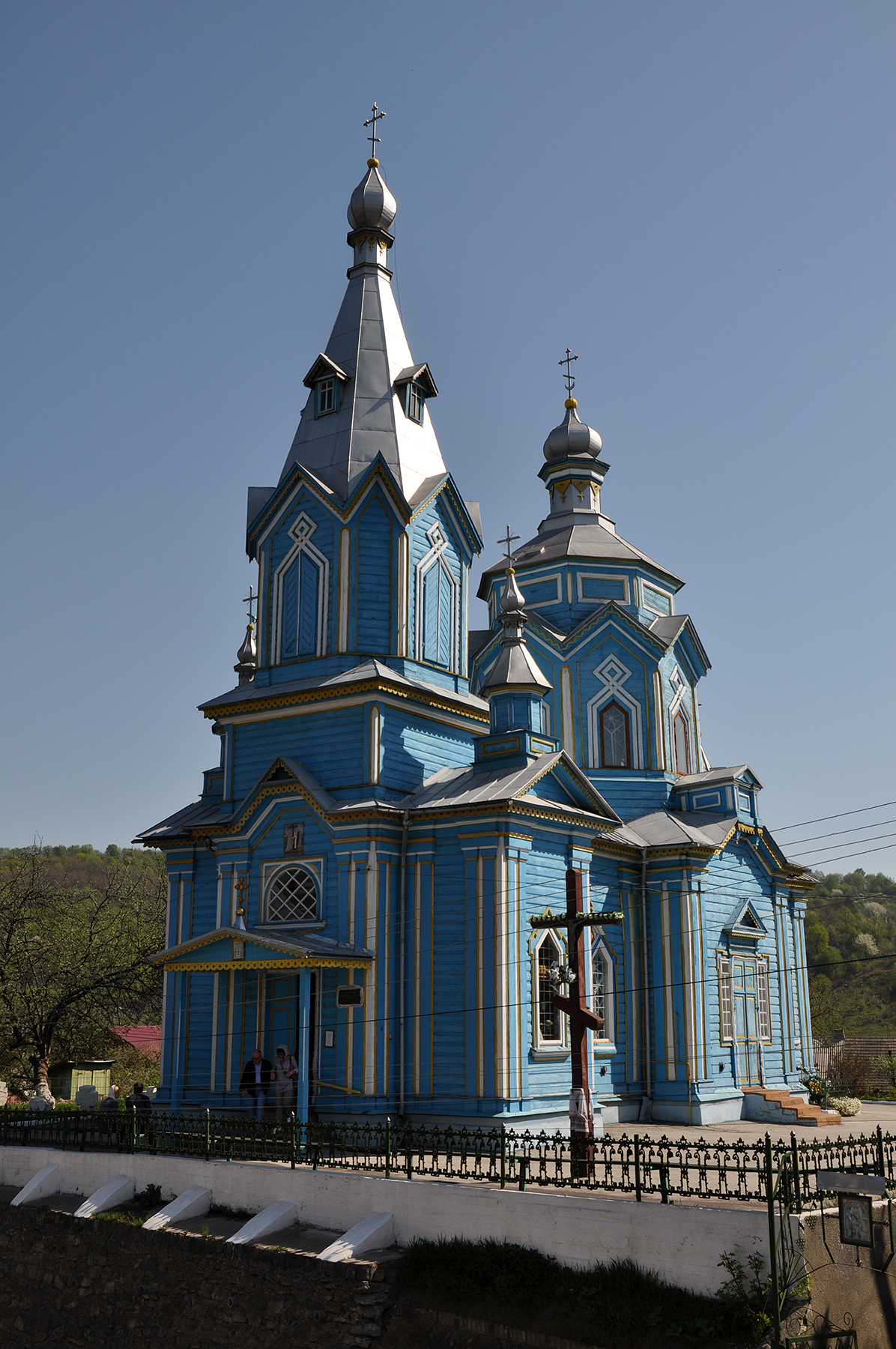
Дерев'яна церква Воздвиження Чесного Хреста
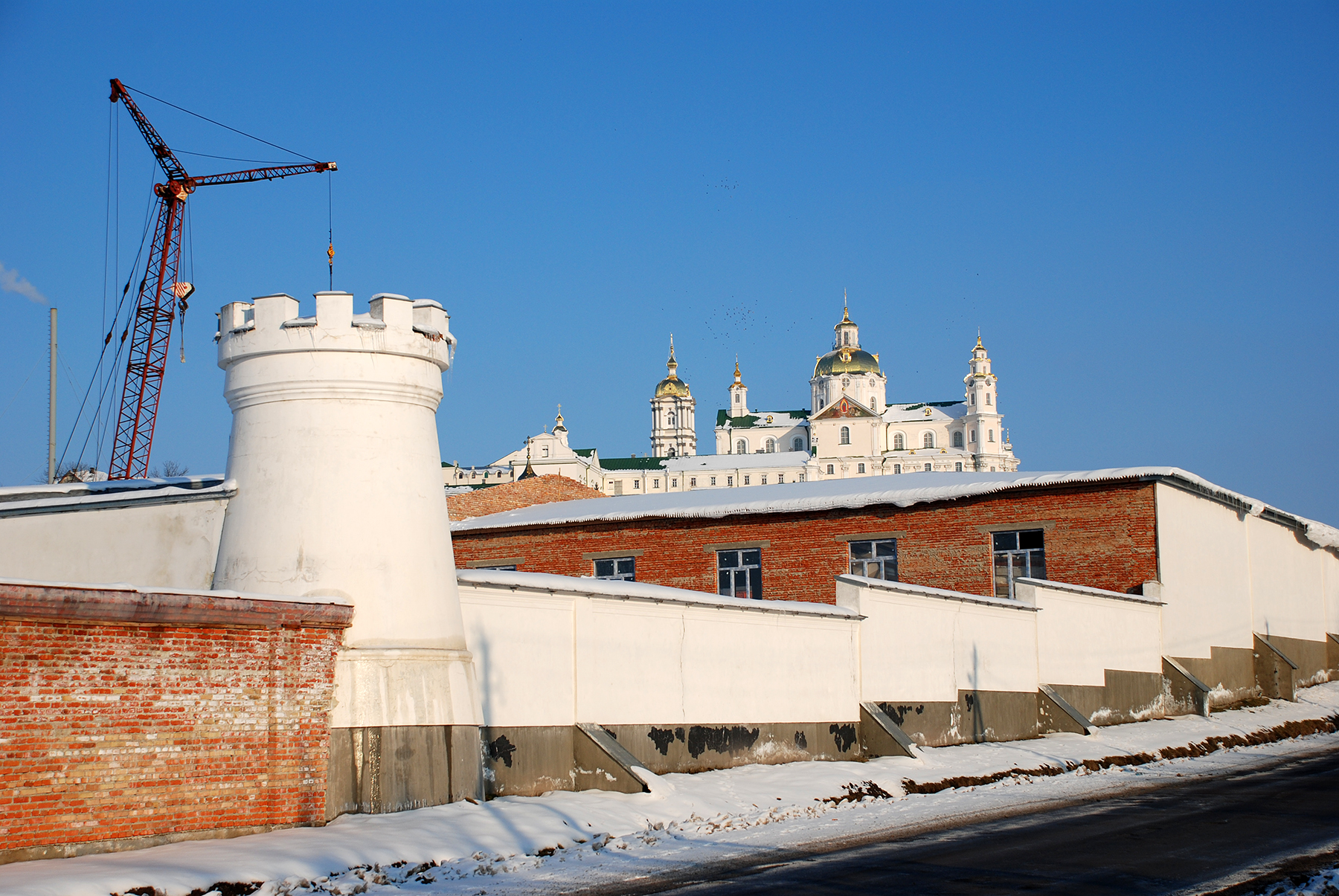
Почаївська Лавра
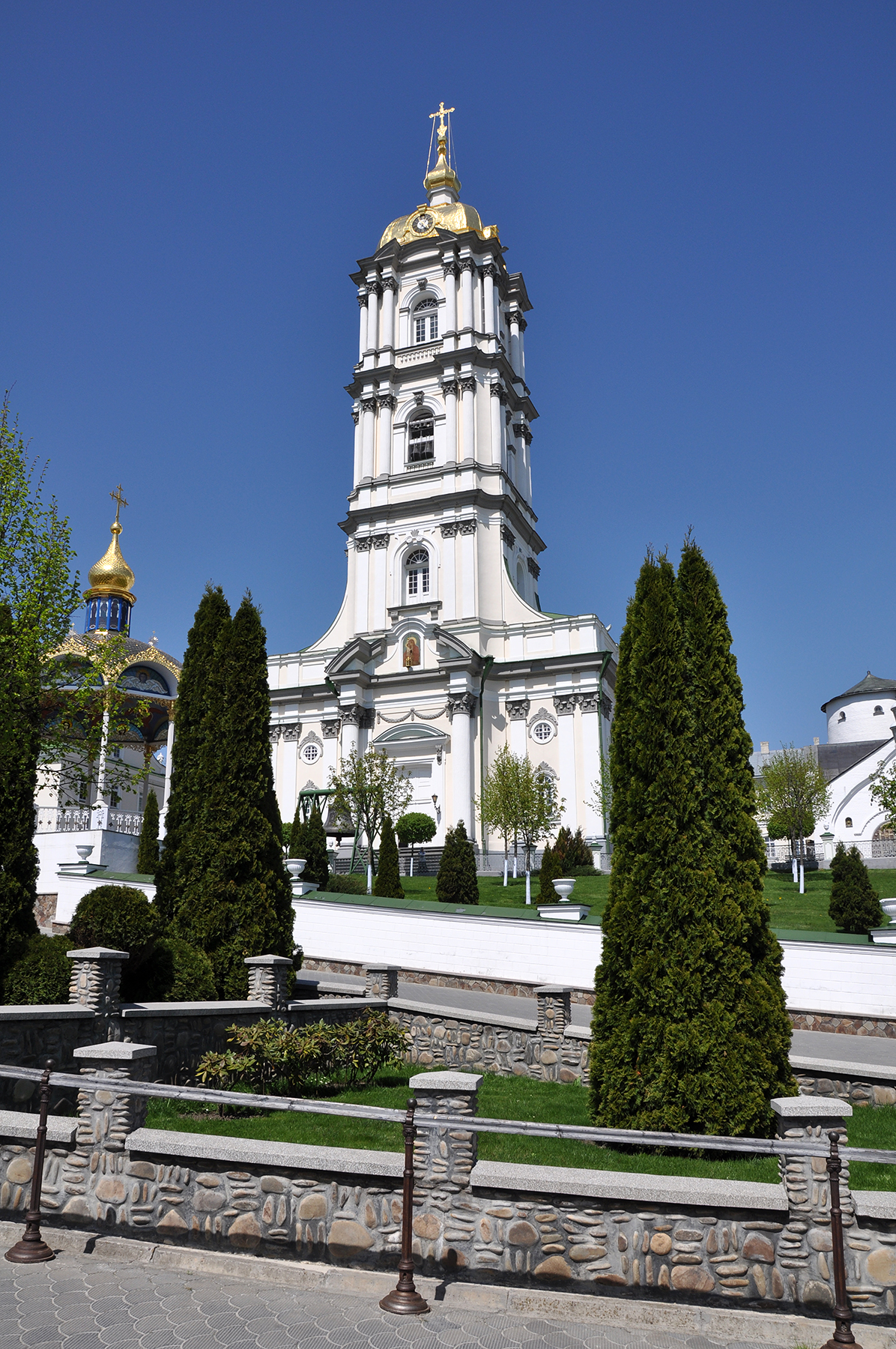
Дзвіниця Почаївської лаври
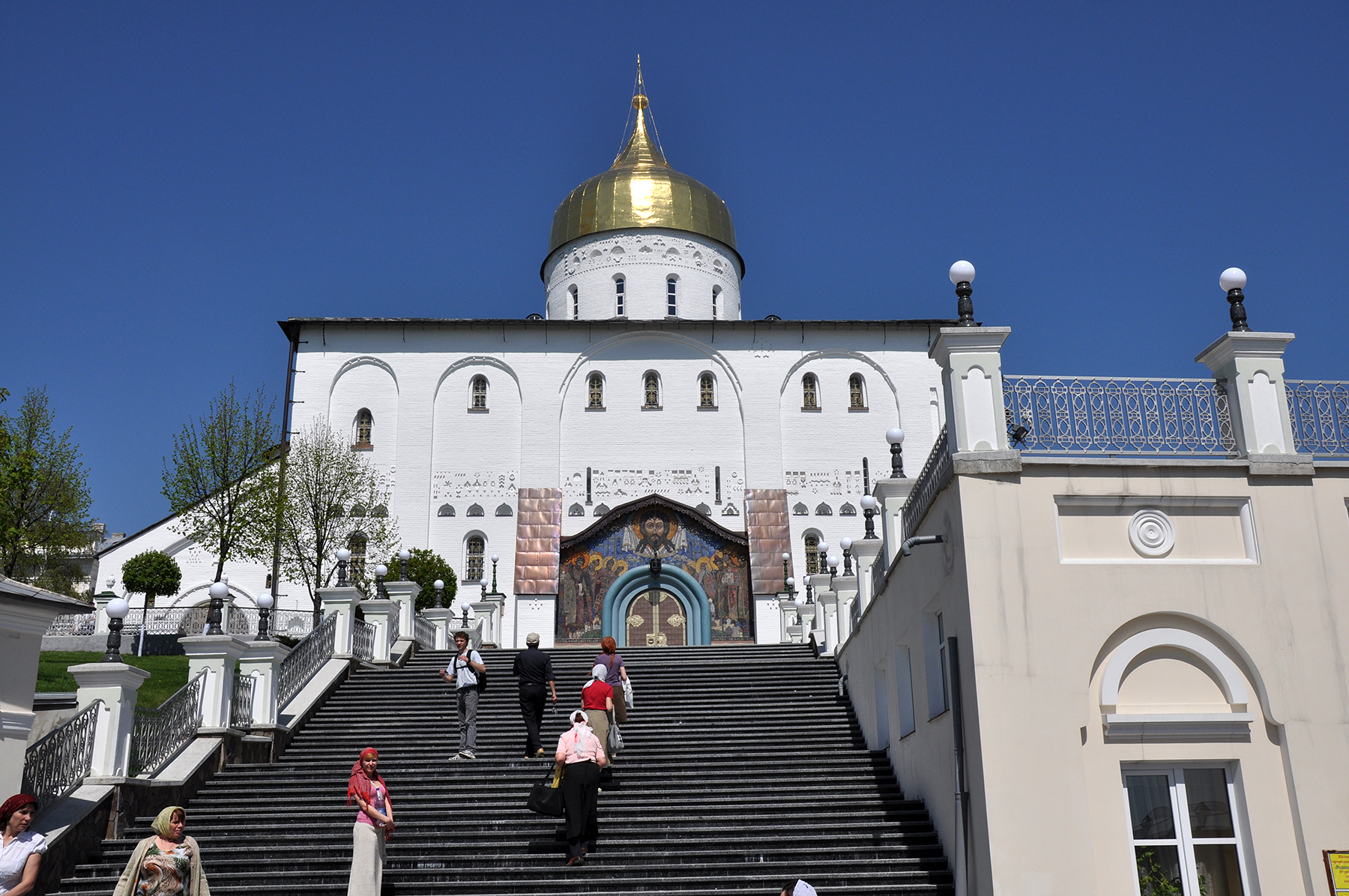
Троїцький собор Почаївської лаври
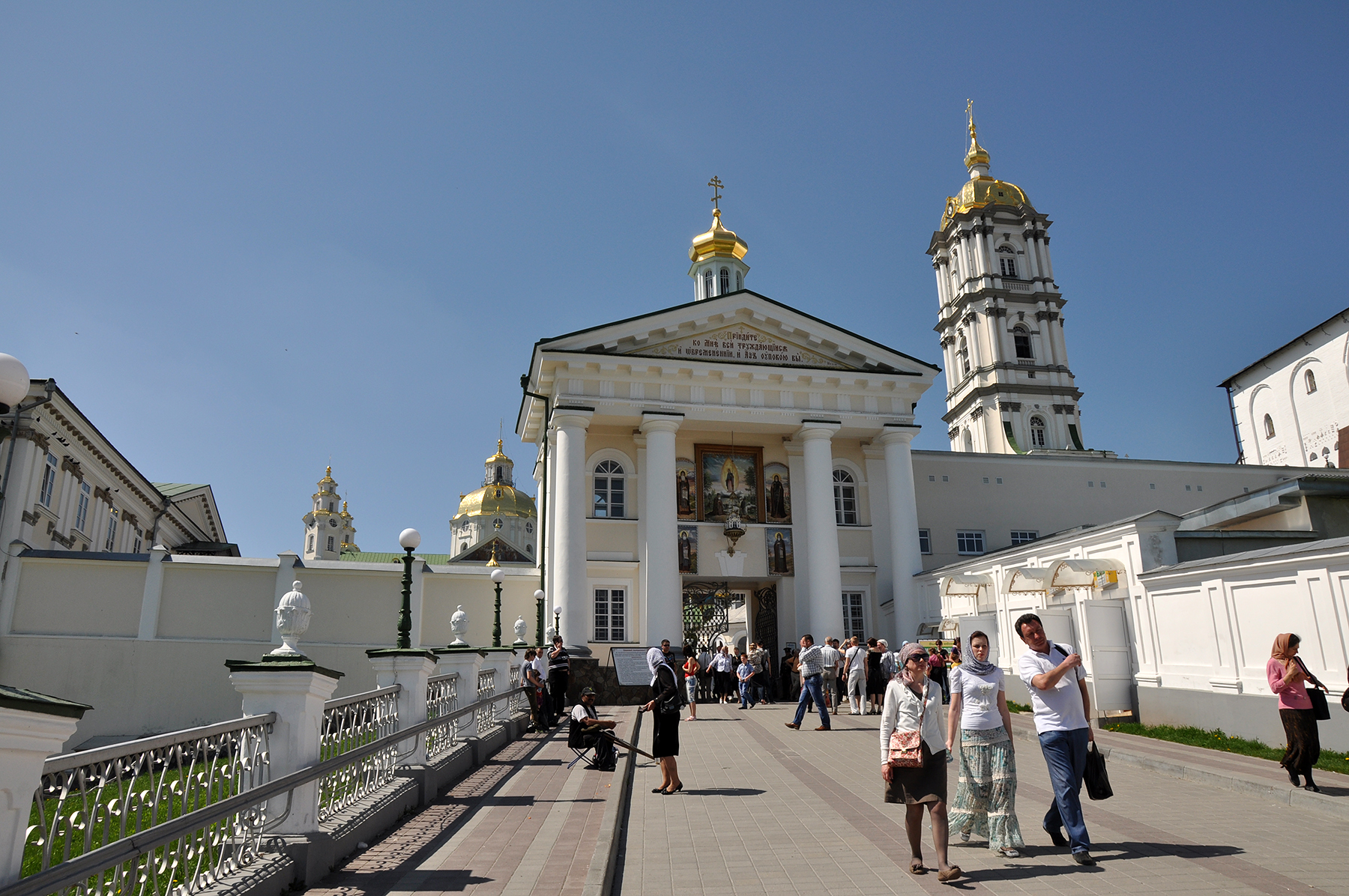
Надбрамний корпус Почаївської Лаври
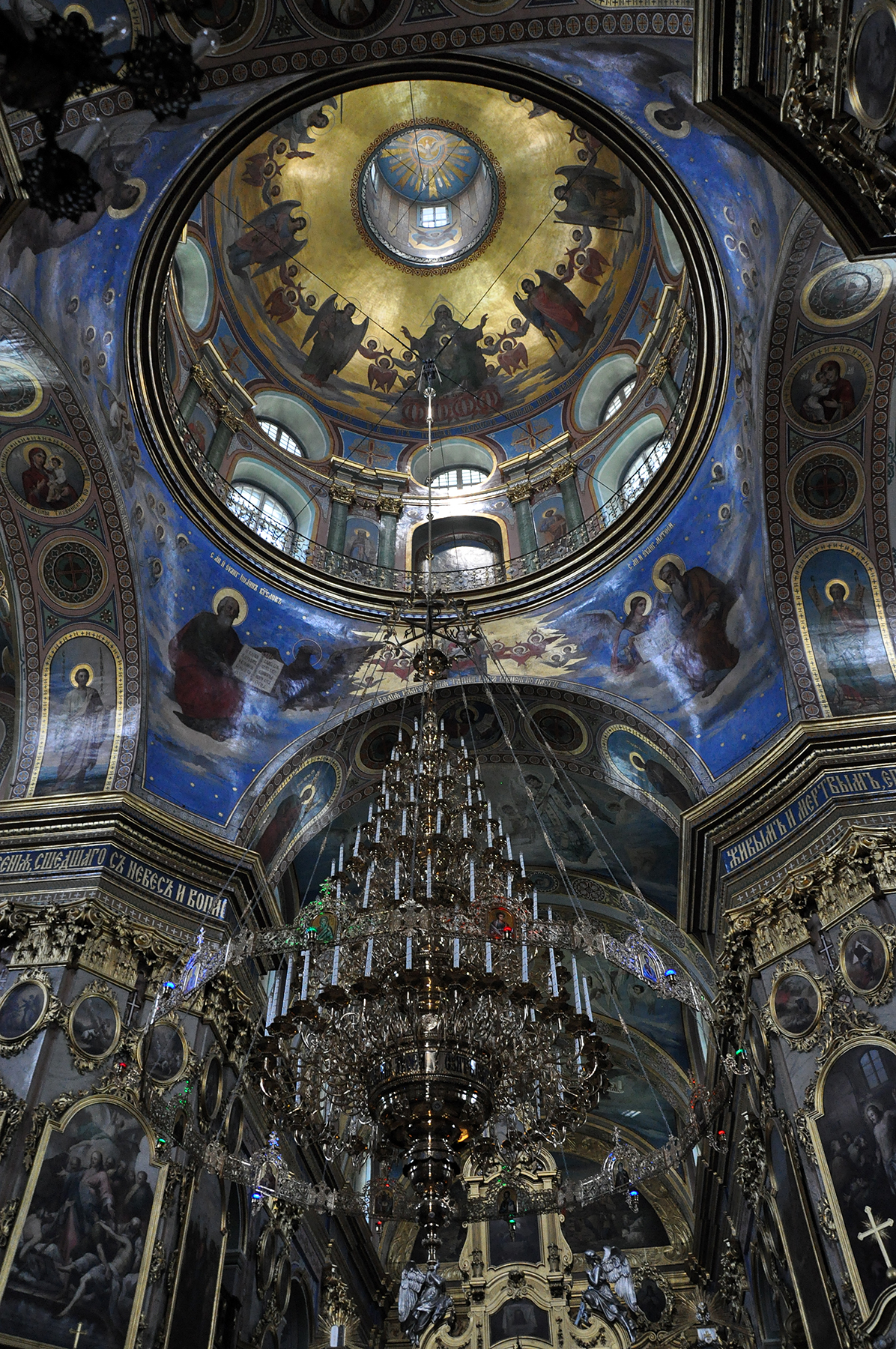
Інтер'єр Успенського собору Почаївської лаври